# Ada Helene Gabler
Ada Helene Gabler (* 31. August 1897; † 28. August 1980 in Wien) war eine österreichische Kunstgewerblerin und Malerin.

## Leben und Werk
Ada Helene Gabler besuchte eine private Malschule in Wien, bevor sie von 1913 bis 1916 an der Kunstgewerbeschule Wien studierte. Dort lernte sie bei Rudolf von Larisch, Anton Josef von Kenner und Bertold Löffler in der Malklasse. Außerdem studierte sie bei Anton Hanak Bildhauerei und bei Adele von Stark in der Werkstätte für Emailarbeiten.
Für das Mappenwerk „Mode Wien 1914/15“, welches in Zusammenarbeit mit den Wiener Werkstätten entstand, trug Gabler die Druckgrafik „Tanzendes Mädchen“ (Mappe 5, Blatt 12) im Linoldruckverfahren bei. 1920 war sie an der Kunstschau der Kunstgewerbeschule beteiligt.
Gabler war Mitglied der Künstlergemeinschaft der Wiener Werkstätte und entwarf in diesem Zusammenhang Glasdekore für sogenannte Kriegsgläser. Später fertigte sie Entwürfe für Tapeten- und Stoffmuster sowie mit Silhouettenbildern verzierte Holzkassetten. Weiterhin war Gabler Mitglied des Österreichischen Werkbundes.

## Werke (Auswahl)
- Modebild, 1914/15[1]
- Kriegsglas, Entwurf[2]
- Kriegsglas[3]
- Stoffmuster[4]
- Tapetenmuster[5]
- Druckgrafik 1001 Nacht. Die Geschichte des Prinzen Seif Almuluk und der Tochter des Geisterkönigs, ca. 1914–1915

## Ausstellungen
- 1920, Wien: Kunstschau der Kunstgewerbeschule
- 2021, Wien, MAK: Die Frauen der Wiener Werkstätten
- 2022, Berlin, Bröhan-Museum: Ansehen! Kunst und Design von Frauen 1880-1940